# Општина Удешти (Сучава)
Удешти (рум. Udeşti) општина је у Румунији у округу Сучава.
Oпштина се налази на надморској висини од 325 m.